# Fêtes et jours fériés en Belgique

## Lesjours fériésofficiels
- Jour de l'an : 1er janvier
- Lundi de Pâques : variable : le 17 avril en 2017, le 2 avril en 2018, etc.
- Fête du Travail : 1er mai
- Jeudi de l'Ascension : variable : le 25 mai en 2017, le 10 mai en 2018, etc.
- Lundi de Pentecôte : variable : le 5 juin en 2017, le 21 mai en 2018, le 10 juin en 2019, etc.
- Fête nationale : 21 juillet
- Assomption : 15 août
- Toussaint : 1er novembre
- Armistice 1918 : 11 novembre
- Noël : 25 décembre

## Les fêtes communautaires
- Fête de la Communauté flamande : 11 juillet
- Fête de la Fédération Wallonie-Bruxelles : 27 septembre[1]
- Fête de la Communauté germanophone : 15 novembre

## Les fêtes régionales
- La Fête de l'iris est la fête de la Région de Bruxelles-Capitale a lieu le 8 mai.
- La Fête de la Région wallonne a lieu le troisième dimanche de septembre.